# Leucophenga trivittata
Leucophenga trivittata är en tvåvingeart som beskrevs av Toyohi Okada 1991. Leucophenga trivittata ingår i släktet Leucophenga och familjen daggflugor.
Artens utbredningsområde är Thailand. Inga underarter finns listade i Catalogue of Life.